# Мелнис, Бруно
Бруно Мелнис (латыш. Bruno Melnis; род. 21 января 2004, Рига) — латвийский футболист, нападающий клуба «Метта».

## Карьера
Воспитанник футбольного клуба «Супер Нова», откуда позже перебрался в академию клуба «Метта». В октябре 2020 года перешёл в основную команду. Дебютировал за клуб 1 октября 2020 года в матче Кубке Латвии против «Риги», выйдя на замену на 57 минуте. В чемпионате дебютировал 17 октября 2020 года в матче против клуба «Даугавпилс», выйдя на замену на 83 минуте матча. В дебютном сезона успел выступить в амплуа опорного и атакующего полузащитника, а также в роли нападающего. 
В январе 2021 года подписал контракт с клубом до 2024 года. Сезон 2021 года начинал со скамейки запасных. Также попал в список самых многообещающих юных игроков мирового футбола. Первый матч в сезоне сыграл 19 мая 2021 года против клуба «Даугавпилс». Дебютный гол за клуб забил 13 июля 2021 года в матче против клуба «Ноа Юрмала». Затем стал чаще получать игровую практику, в основном выходя в амплуа нападающего. В августе 2021 года отправился в аренду в юношескую команду итальянского «Торино» до 18 лет. Провёл за клуб 12 матчей, выступая в амплуа левого вингера и в декабре 2021 года вернулся в латвийский клуб. 
В 2022 году к новому сезону готовился с основной командой. В самом начале чемпионата закрепился в роли основного нападающего. Первый гол забил 19 марта 2022 года в матче против клуба «Тукумс 2000». В мае 2022 года отличился серией из 3 голов в 3 подряд матчах. В матче 4 сентября 2022 года отличился дублем в матче против клуба «Супер Нова». Окончил сезон на 9 предпоследнем месте в турнирной таблице, отправившись в стыковые матчи. По итогу стыковых матчей против клуба «Гробиня» смогли сохранить прописку в высшем дивизионе. Стал лучшим бомбардиром клуба с 11 забитыми голами, также отличившись 3 результативными передачами.
Первый матч в новом сезоне сыграл 18 марта 2023 года против клуба «Ауда». Первой результативной передачей отличился 7 апреля 2023 года в матче против клуба «Даугавпилс». Первый гол в новом сезоне забил 11 апреля 2023 года в матче против клуба «Супер Нова». В рамках 1/8 финала Кубка Латвии в матче 16 июля 2023 года в стадии серии пенальти уступили клубу «Лиепая», также отличившись забитым голом. По итогу сезона закончил чемпионат на предпоследнем итоговом месте в зоне переходных матчей. По итогу стыковых матчей футболист вместе с клубом победили клуб «Скансте» и сохранили прописку в чемпионате.
Новый сезон футболист начал 10 марта 2024 года в матче против клуба «Валмиера», выйдя на поле в стартовом составе.

## Международная карьера
В 2020 году вызывался в юношескую сборную Латвии до 17 лет. В 2022 году получил вызовы в сборные Латвии до 18 лет и до 19 лет. В июне 2023 года футболист получил вызов в молодёжную сборную Латвии для участия в квалификационных матчах молодёжного чемпионата Европы. Дебютировал за сборную 20 июня 2023 года в матче против сборной Сан-Марино, также отличившись дебютным забитым голом.